# جزيرة بواز
جزيرة بواز (سابقا جزيرة غيت، وكذلك جزيرة ييت) هي إحدى الجزر الرئيسة المكونة لبرمودا.
هي جزء من سلسلة جزر غرب البلاد تُشكّل أبرشية سانديز، وتقع بين جزيرة أيرلندا وجزيرة واتفورد، التي يتصل بها برزخ اصطناعي. جنوب جزيرة واتفورد تقع جزيرة سومرست.